# Twierdzenie Parisa-Harringtona
Twierdzenie Parisa-Harringtona – twierdzenie logiki matematycznej udowodnione przez Jeffa Parisa i Leo Harringtona podające pierwszy naturalny przykład prawdziwego twierdzenia, które nie może być wykazane w arytmetyce Peana. Istnienie takich zdań wynika z twierdzenia Gödla o niezupełności. Przykład jest wzmocnieniem twierdzenia Ramseya.

## Wzmocnienie twierdzenia Ramseya
Dla dowolnych {\displaystyle k,r,t\in \mathbb {N} } istnieje liczba {\displaystyle n} o tej własności, że dla dowolnego {\displaystyle m\geqslant n} i dowolnego pokolorowania podzbiorów {\displaystyle r}-elementowych zbioru {\displaystyle m}-elementowego {\displaystyle t} kolorami {\displaystyle C\colon {\mathcal {P}}_{r}(\{1,\dots ,m\})\to \{1,\dots ,t\}} istnieje zbiór {\displaystyle Y\subseteq {1,\dots ,m},} taki że {\displaystyle \min Y\leqslant |Y|,\ k\leqslant |Y|} oraz wszystkie {\displaystyle r}-elementowe podzbiory zbioru {\displaystyle Y} są tego samego koloru.
Dowód twierdzenia korzysta z nieskończonej wersji twierdzenia Ramseya i nie może być ono udowodnione bez korzystania z logiki drugiego rzędu. Dla ustalonych wartości {\displaystyle r} może być udowodnione w logice pierwszego rzędu, jednak dowody dla różnych {\displaystyle r} są różne i nie mogą być złożone w jeden wspólny dowód dla wszystkich {\displaystyle r.} Bez warunku {\displaystyle \min Y\leqslant |Y|} jest to wniosek ze skończonego twierdzenia Ramseya.

## H(k,r,t){\displaystyle H(k,r,t)}
Niech {\displaystyle H(k,r,t)} oznacza najmniejszą z liczb {\displaystyle n,} o której mowa w tezie twierdzenia. Jest to funkcja obliczalna, ale liczby {\displaystyle H(k,r,t)} rosną nieporównanie szybciej ze wzrostem argumentów niż np. analogiczne liczby Ramseya. Funkcja {\displaystyle f(n)=H(n+1,n,n)} rośnie zbyt szybko by mogła być zdefiniowana za pomocą dodawania, mnożenia i indukcji. W arytmetyce Peana nie można wykazać, że {\displaystyle H(k,r,t)} jest poprawnie zdefiniowana dla wszystkich argumentów.